# Hayreddin

Bandera

Hayreddin, w źródłach zachodnich Barbarossa (ur. 1478 w Midilli na Lesbos, zm. 4 lipca 1546 w Stambule) – admirał (kapudan pasza, tur. kaptanıderya) wojsk Imperium osmańskiego, turecki kaper.

## Początki działalności
Urodził się jako Yakupoğlu Hızır (Hızır syn Yakupa), był najmłodszym z czterech braci trudniących się piractwem na Morzu Śródziemnym u wybrzeży Egiptu. W 1504 roku, po śmierci najstarszego z braci – Eliasza, który poległ w walce z Hiszpanami, Hızır wraz z bratem Oruçem opuścili Egipt i udali się na wyspę Dżerba, skąd, w porozumieniu z piratami berberyjskimi, rozpoczęli działania zbrojne przeciwko Hiszpanom i podjęli próbę opanowania Maghrebu na północno-zachodnim wybrzeżu Afryki. W 1512 roku przenieśli swoją główną bazę do Dżidżal. Atakując hiszpańskie posiadłości złupili kolejno: Milianę, Medeę, Ténes, a w roku 1517 Tlemçen.

## W służbie sułtana
W 1518 roku zginął Oruç (Baba Oruç czyli "ojciec Oruç"). Hızır przejął przydomek po zmarłym bracie, a nadto przybrał tytuł Hayreddin i zaoferował swoje usługi sułtanowi tureckiemu. Selim I Groźny nadał mu tytuł bejlerbeja (gubernatora) i wysłał do dalszej walki z Hiszpanami, udzielając mu zbrojnej pomocy. W 1519 roku Barbarossa zdobył Algier i poddał swojej zwierzchności większą część Maghrebu. W swoim państwie sprawował despotyczne rządy, jednak prowadzona przez niego polityka przyczyniła się do rozwoju gospodarczego Algieru. W latach 1521–1534 udało mu się przekształcić Algier w kwitnący ośrodek korsarski. Zbudował też potężną flotę, którą wykorzystywał w pirackich operacjach prowadzonych w interesie Turcji. W 1532 roku zaatakował Maltę. W tym też roku za swoje zasługi wojenne został mianowany kapudanem paszą (dowódcą floty tureckiej). W 1533 roku zdobył Koron i Patras, a w 1534 zajął Tunis. Jednak rok później flota cesarza Karola V dowodzona przez Andreę Dorię, zmusiła go do opuszczenia miasta.
Pełniąc funkcję naczelnego dowódcy floty tureckiej, Barbarossa uczynił z niej jedną z najpotężniejszych sił zbrojnych w ówczesnym świecie. W 1537 flota ta złupiła południowo-wschodnie wybrzeże Włoch. 25 sierpnia tego roku Barbarossa u boku sułtana Sulejmana wziął udział w oblężeniu Korfu, jednak 15 września został pokonany w starciu z Andreą Dorią i flotą wenecką. Porażka ta nie powstrzymała Barbarossy przed nowymi akcjami. Jego łupem padły miasta weneckie Napulia i Malvasia. Następnie zaatakował weneckie posiadłości na Morzu Egejskim. W latach 1537–1538 opanował Skiros, Patmos, Eginę, Ios i Paros. 27 września 1538 roku Andrea Doria zaatakował flotę Barbarossy w pobliżu Prevezy, jednak tym razem to on został pokonany.

## Sojusz z Francją
W latach 1542–1544 Barbarossa powrócił do działań przeciwko Hiszpanii. Jego flota, współdziałająca niekiedy z flotą francuską dowodzona przez François d'Enghiena, siała grozę w zachodnim rejonie basenu Morza Śródziemnego. Barbarossa najpierw zaatakował Katalonię, w 1543 roku zdobył i złupił Niceę. Następnie skierował swą flotę do Tulonu, skąd rozpoczął serię łupieżczych najazdów na północno-zachodnie wybrzeże Włoch. Po zawarciu przez króla Francji Franciszka I w Crépy 18 września 1544 układu pokojowego z Karolem V, Barbarossa stracił możliwość prowadzenia dalszych operacji z zachodniej części Morza Śródziemnego. Osiedlił się w Stambule, gdzie zmarł dwa lata później.

## W kulturze
Barbarossa jest postacią w tureckim serialu telewizyjnym Wspaniałe stulecie. W rolę tę wcielił się Tolga Tekin.